# Ёрга
Ёрга (Йорга) — река в Верхнетоемском районе Архангельской области, правый приток реки Северная Двина. Длина — 159 км.
Ёрга начинается на водоразделе бассейнов рек Северная Двина и Пинега в болоте Треугольное. Высота истока равна 148 м. Сначала Ёрга течёт на юго-восток. В верхнем течении у Ёрги наблюдается значительное падение. У посёлка Лахома Ёрга довольно круто поворачивает на запад, а затем на северо-запад. Берега Ёрги заселены негусто, деревень немного (верхнее течение почти необитаемо). Ширина Ёрги в среднем течении примерно равна 30 м. В среднем и нижнем течениях русло Ёрги более извилисто, чем в верхнем течении. В нижнем течении образует небольшую пойму (до 1 км в ширине). Самый крупный приток — Содонга.
Течение реки извилистое.

## Притоки
- Елюга (левый)
- Ратьба (правый)
- Малый Симеж (левый)
- Большой Симеж (левый)
- Ущаж (правый)
- Содонга (правый)

## Населённые пункты на реке Ёрга
- Акуловская (Заболотье)
- Заруба
- Лахома
- Варлаамовская
- Гридинская 1-я
- Семёновская
- Васютинская
- Григорьевская
- Ущаж
- Чёда
- Анциферовская
- Загорье
- Верхняя Воронка
- Усть-Ёрга